# Barco cosido

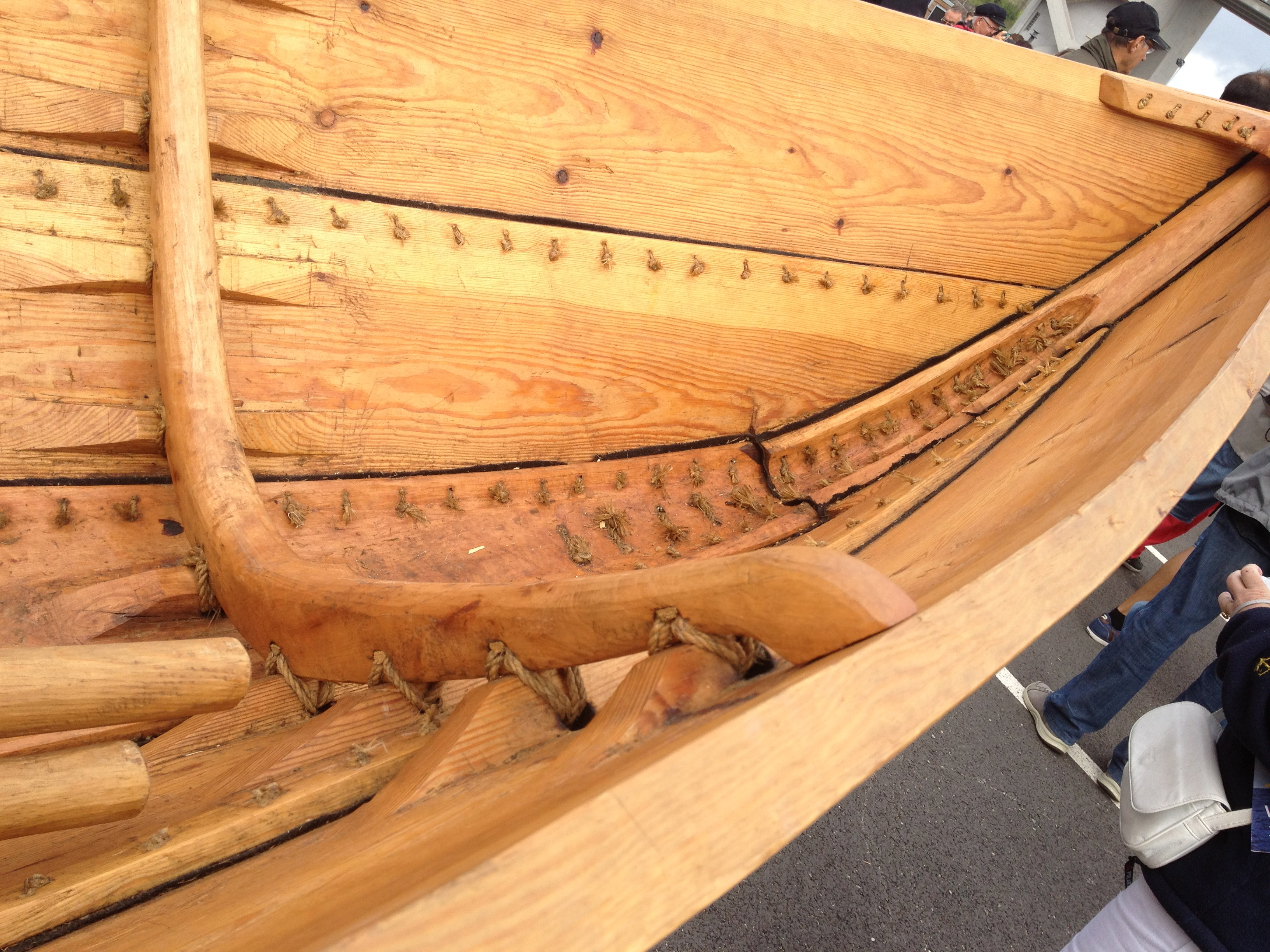
Réplica de un Barco de Halsnøy, detalle del cosido de las piezas del casco of the bow.

Un barco cosido  o barco atado es un tipo de barco de madera en el que las tracas del casco se han unido atándolas con cuerdas y costillas de refuerzo. Se construyeron barcos cosidos en muchas partes del mundo antes de la invención de los clavos y otras piezas de refuerzo de metal, y siguieron construyéndose después para reducir los costes de la construcción cuando el uso de piezas metálicas era caro. 
A veces se malinterpreta el nombre de "cosido", porque hay quien piensa que sólo se puede aplicar a un casco de material ligero como tela o piel, como el de los kayaks. Por eso hay quien prefiere llamarlo barco "atado".

## Construcción
En los barcos cosidos, se construye primero el forro, y luego se le añaden los refuerzos. Las tracas o palmejares se unen cuidadosamente por los bordes, a menudo al tingladillo, con partes que se solapan, y otras veces a tope. Según se van añadiendo más tracas, el casco va tomando forma. La estructura resultante es muy flexible. Luego se pueden añadir refuerzos al interior del casco, lo que le proporciona rigidez.

## Historia
El casco cosido es un sucesor natural de los cascos precedentes construidos de papiro, juncos u otros materiales vegetales. El ejemplo más antiguo de barco cosido es la barca funeraria de Keops, de más de 40 metros de largo, hallado junto a la Gran Pirámide de Giza, en Egipto, y datada en torno al 2.600 a. C. En otros lugares del mundo, los barcos de cosidos más antiguos conocidos proceden de North Ferriby, los llamados barcos Ferriby, donde un ejemplar denominado  Ferriby 2 está datado por carbono 14 en 1930-1750 a. C. También se han encontrado ejemplares de la Antigua Grecia. El hallazgo nórdico más antiguo es el barco de Hjortspring en Dinamarca, de c. 300 d. C. En Finlandia, Rusia, Carelia, y Estonia se han construido barcos cosidos hasta la década de 1920 en zonas poco desarrolladas. Ejemplos de barcos cosido sno europeo son el proa de Micronesia o el dalca del sur de Chile. 
Los barcos cosidos son importantes en el estudio de los barcos de guerra largos de la cultura vikinga, que tienen la estructura típica de los barcos cosidos, aunque usan refuerzos de metal.